# 小行星25421
小行星25421（25421 Gafaran）是一颗绕太阳运转的小行星，为主小行星带小行星。该小行星于1999年11月发现。

## 轨道参数
小行星25421的轨道半长轴为348 348 806 km（2.3285348 UA），离心率为0.138。